# PIO
Програмний ввід/вивід (англ. Programmed input/output, PIO) — метод передачі даних між двома пристроями, що використовує процесор як частину маршруту даних.
Управління введенням/виведенням може бути реалізовано двома способами:
- з використанням засобів процесора. Такий спосіб називається програмним,
- з використанням спеціальних пристроїв керування (процесорів введення/виведення, пристроїв прямого доступу до пам'яті ПДП. Такий спосіб називається апаратним[1].

## Драйвер
При програмному введенні/виведенні контролерами управляє процесор за допомогою програми (драйвера) введення/виводу. Програми цього типу враховують конструкцію контролера і використовуваного в обчислювальній системі процесора і зазвичай входять в базову систему програм управління введенням/виведенням на фізичному рівні (в РС — BIOS). Програми BIOS виконують роль інтерфейсу між програмами операційних систем і використовуваною апаратурою обчислювальної системи і забезпечують переносимість операційних систем між ЕОМ з однаковими процесорами.
При програмуванні процедур введення/виведення враховується адресація регістрів контролера пристроїв введення/виведення. Порти можуть бути відображені на загальний адресний простір оперативної пам'яті (адресація портів більшості архітектур процесорів) або на окремий номерний простір портів введення-виведення.

## PIO режими в інтерфейсі ATA
| Режим  | Бітова швидкість max | Цикл min | Стандарт         |
| ------ | -------------------- | -------- | ---------------- |
| Mode 0 | 3.3 MB/s             | 600 ns   | ATA-1            |
| Mode 1 | 5.2 MB/s             | 383 ns   | ATA-1            |
| Mode 2 | 8.3 MB/s             | 240 ns   | ATA-1            |
| Mode 3 | 11.1 MB/s            | 180 ns   | ATA-2            |
| Mode 4 | 16.7 MB/s            | 120 ns   | ATA-2            |
| Mode 5 | 20 MB/s              | 100 ns   | CompactFlash 2.0 |
| Mode 6 | 25 MB/s              | 80 ns    | CompactFlash 2.0 |

## Специфічні проблеми
На деяких комп'ютерах при автоматичному автовизначенні належного PIO Mode система не може завантажитися з CD-ROM, хоча CD-ROM чудово визначається. При цьому CD-ROM прекрасно працює з вже встановленою операційною системою, тому що в той момент використовується не вшитий в BIOS драйвер реального режиму процесора, а драйвер операційної системи, що завантажений з жорсткого диска і працює в захищеному режимі.
Рішенням проблеми є примусове виставлення PIO Mode 0.
При виявленні неполадок DVD/CD-приводу, помилок інтерфейсу (як правило при поганому контакті кабелів) операційна система Windows, переводить диск у режим PIO. При цьому характерні значні затримки в роботі системи, зависання і зникання доступу до диску.